# Facing You
Albums de Keith Jarrett
Expectations (en)
(1971) Ruta and Daitya (en)
(1973)

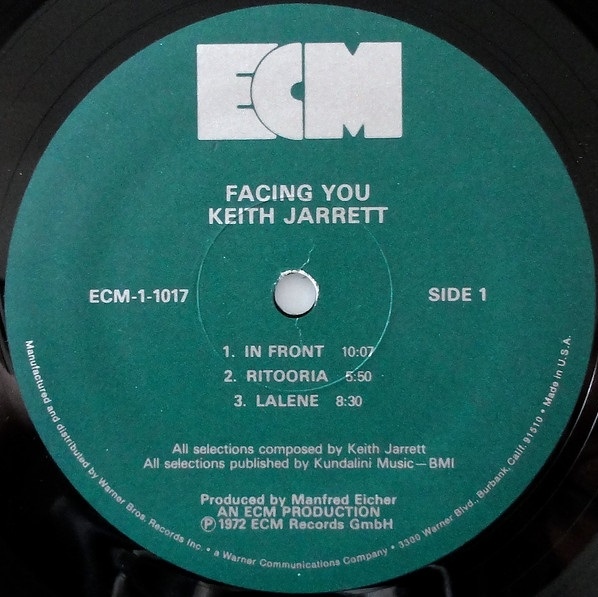
Album Facing you

Facing You est un album du pianiste de jazz américain Keith Jarrett édité en 1972. C'est le premier album en solo du pianiste et le premier publié par ECM.
Cet album est considéré comme faisant partie des trois meilleurs disques de Keith Jarrett.

## Liste des pistes
Toute la musique est composée par Keith Jarrett.
| No | Titre                      | Durée |
| -- | -------------------------- | ----- |
| 1. | In Front                   | 10:09 |
| 2. | Ritooria                   | 5:55  |
| 3. | Lalene                     | 8:37  |
| 4. | My Lady, My Child          | 7:22  |
| 5. | Landscape For Future Earth | 3:35  |
| 6. | Starbright                 | 5:06  |
| 7. | Vapallia                   | 3:55  |
| 8. | Semblence                  | 3:01  |

## Personnel
- Keith Jarrett : piano